# BMW Série 1 (F40)
La BMW Série 1 (désignation de code interne F40) est la troisième génération de la voiture compacte de BMW. Il s'agit de la première berline à hayon de la gamme à être disponible en traction, succédant à une berline à malle (BMW F52), non vendue en Europe, avec le même type de propulsion. Les premiers véhicules ont été livrés à l'automne 2019.

## Contexte
Des rumeurs circulaient déjà dans la presse automobile début 2011 selon lesquelles en 2013, des BMW Série 1 à traction avant devraient arriver sur le marché. Ces rumeurs n'ont pas été confirmées. Avec la prédécesseuse de la Série 1 actuelle, avec le code de série F20 ou F21, une nouvelle génération de modèles à propulsion arrière est arrivée sur le marché en 2011. Une extension vers des modèles break, coupé ou deux portes à traction avant n'a pas eu lieu. Mi-2011, il y avait d'autres hypothèses d'Auto motor und sport selon lesquelles en 2014, une Série 1 monospace à traction avant apparaîtrait, entre autres. En 2014, un monospace BMW à traction avant est entré en production de série sous le nom de BMW Série 2 Active Tourer (F45). Au moins à partir de 2017, des prototypes de la BMW F40 ont été repérés.

## Historique du modèle
Le constructeur a publié les premières photos du véhicule prêt pour la série le 27 mai 2019, le même jour, la presse automobile germanophone, Auto motor und sport et Auto Bild, ainsi que d'autres journalistes automobiles internationaux (anglophones et français) les ont publiées sur leurs portails Internet et ils ont téléchargé leurs propres idées et aperçus depuis les locaux du constructeur dans l'usine BMW de Leipzig sur la plate-forme vidéo YouTube. Mi-avril 2019, des fuites sont apparues dans lesquelles des parties du véhicule non déguisé (sans camouflage des éléments sur un mulet) peuvent être vues. Du 25 au 27 juin 2019, des journalistes, analystes et autres partie prenante sélectionnés ont pu assister à l'événement de présentation "BMW Group #NEXTGen", qui comprenait une diffusion publique en direct partiellement différée dans le BMW Welt à Munich. BMW l'a présentée pour la première fois au public lors du salon de l'automobile de Francfort en septembre 2019.
Le lancement sur le marché mondial a eu lieu le 28 septembre 2019.
Le 14 mars 2020, le lancement sur le marché de la Série 2 Gran Coupé (F44) a eu lieu, elle est environ 200 mm plus longue que le modèle compact et elle utilise la même plate-forme.
La variante d'équipement 128ti ("ti" signifie Turismo Internazionale), qui est destinée à rappeler les gammes précédemment proposées avec la même abréviation, est présentée en octobre 2020,.

## Production
Le 2 juillet 2019, BMW a lancé la production du véhicule à l'usine BMW de Leipzig, dans le Land allemand de Saxe. Depuis novembre 2019, la BMW Série 1 est également fabriquée dans l'usine BMW de Ratisbonne en Bavière,. Depuis novembre 2019, la berline à hayon BMW Série 2 Gran Coupé (BMW F44) est également produite à Leipzig.

## Conception
Au moment de la publication des premières photos du véhicule, Domagoj Dukec était à la tête du design pour la marque BMW,.

### Conception de la carrosserie

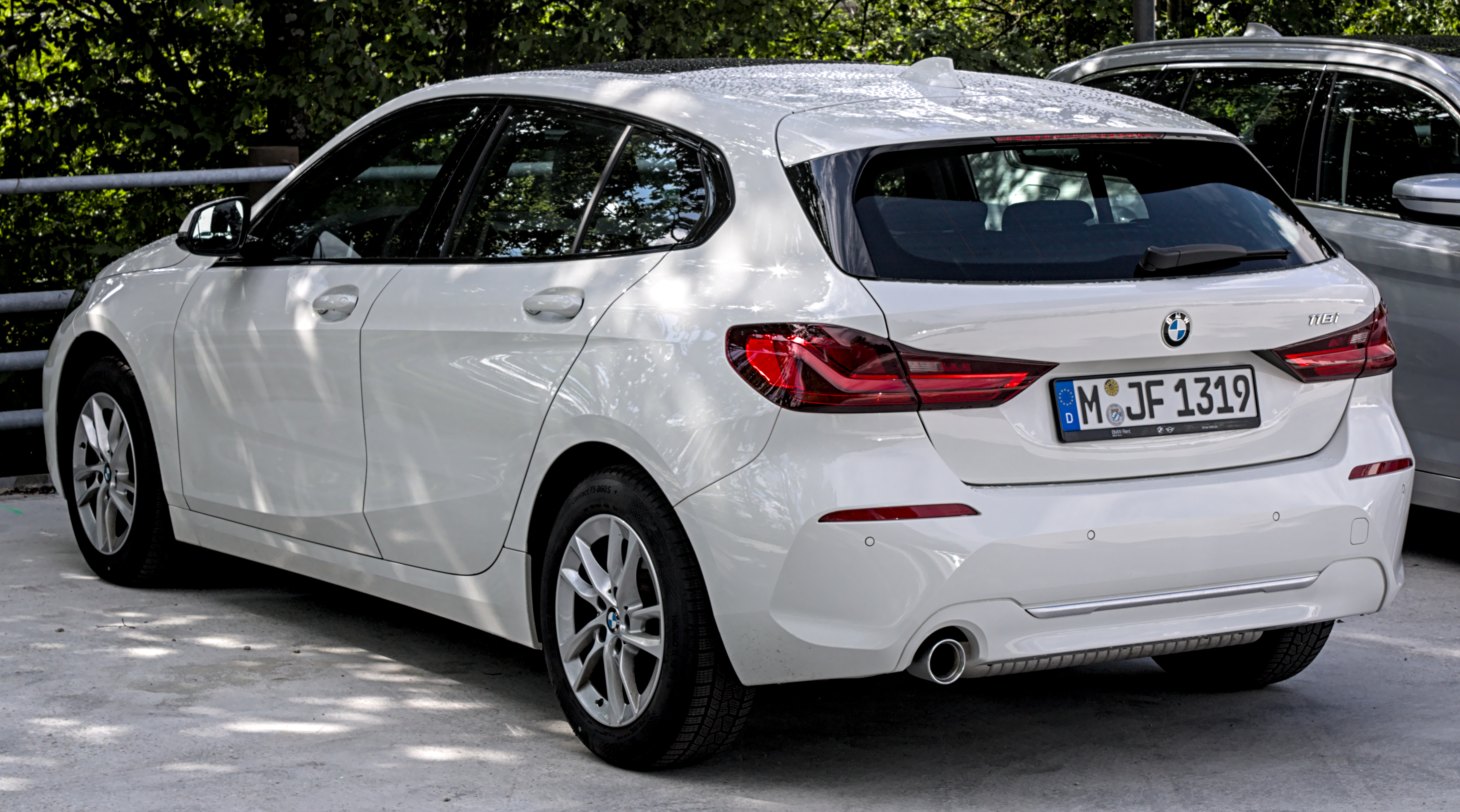
Vue arrière

Le design de la carrosserie a été créé sous Sebastian Simm. Les phares convergent des deux côtés, s’étirent vers les ailes, sont parallèles lorsque l’on regarde la voiture de l’avant (ils délimitent la largeur du véhicule et la hauteur de la partie médiane du prolongement de la calandre; la calandre inférieure se situe au centre du pare-chocs avant et c’est ici que sont logés certains systèmes de coordination du véhicule) et ils forment un V incliné symétriquement. Les haricots BMW, qui, comme le pare-chocs avant, peuvent être finis avec différents éléments de conception selon les finitions d'équipement, sont similaire à ceux de la BMW G20 mais avec les éléments individuels qui ont tous grandi. Comparé aux coins supérieurs du modèle précédent, des zones de lumière traversent le capot, commençant à côté des montants A au-dessus du capot et se dirigeant vers la paire de renflements. La ceinture de caisse monte, la ligne de toit descend et les vitres latérales, encadrées de noir ou de chrome selon le niveau de finition, s'amenuisent vers l'arrière du véhicule. Le concepteur de la carrosserie décrit ceci (l’habitacle avec les montants de véhicule, le vitrage et le toit) comme une serre qui s'étend à la fois en hauteur et en largeur vers l'arrière. Un logo BMW sur le montant C, comme sur le BMW X2 (F39), n'était pas prévu par l'équipe de conception, car la BMW Série 1 étant un modèle compact, le pli Hofmeister est déjà souligné par des graphiques de fenêtre allongés et le montant C est relativement mince, de sorte qu'il ne reste que peu d'espace pour le logo. Il y a deux éclairages pour les portes avant: un au-dessus du seuil et un sous les poignées de porte avant. Les feux arrière, divisés, ont une forme qui suggère un L arrondi et allongé. La plaque d'immatriculation arrière est montée sur le hayon.

### Conception de l’intérieur

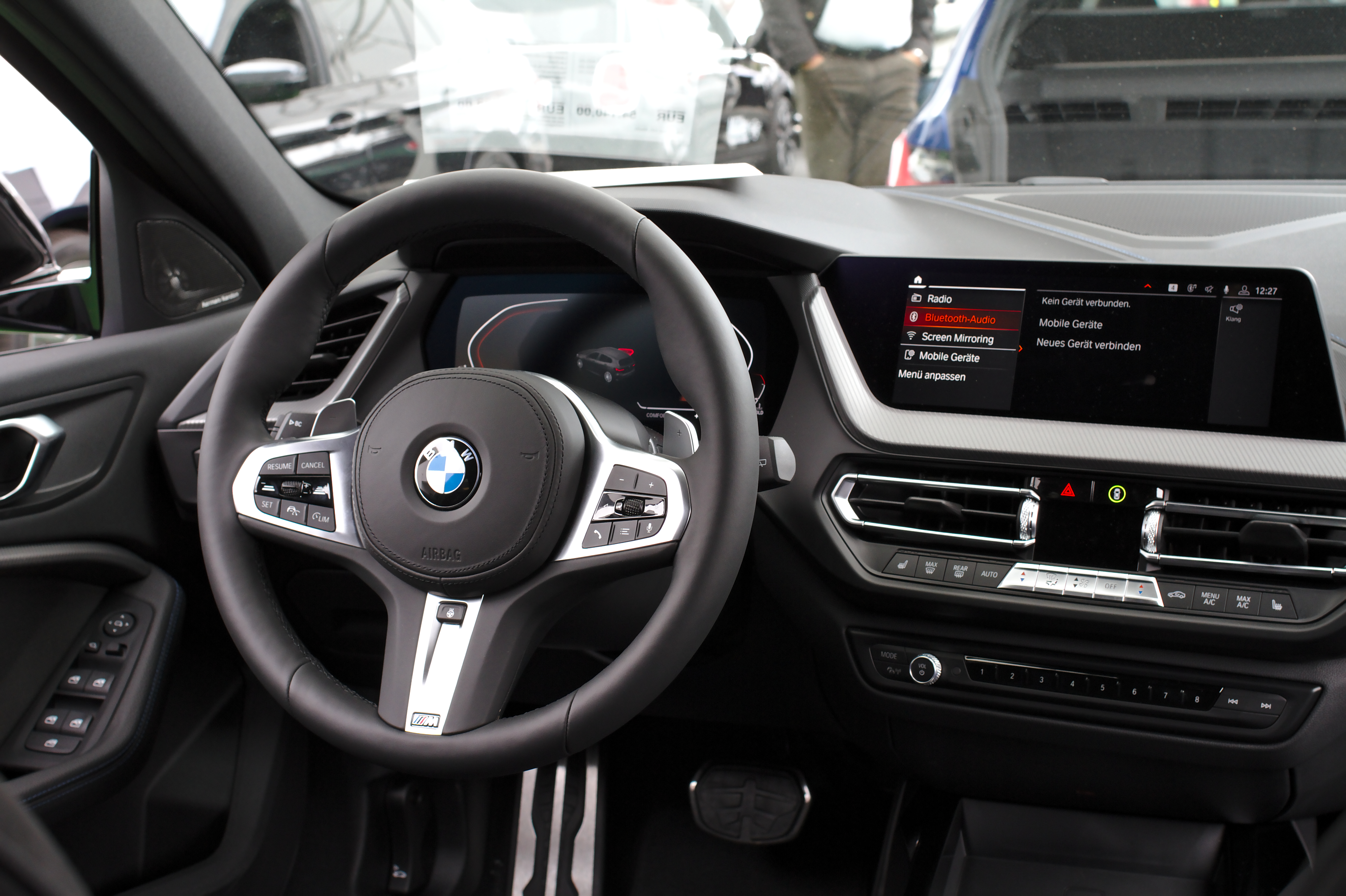
Vue de l’intérieur avec le Live Cockpit Professional

Simon Sebastian a dirigé la conception de l'intérieur. Dans une interview, il rapporte que la "richesse" des surfaces devrait être dans une catégorie comme celle de la BMW Série 3 (le modèle actuel, la BMW G20) et que les commandes devraient être encore plus proches du conducteur.
De série, le véhicule dispose d'un tableau de bord avec des instrumentations rondes et analogiques pour la vitesse de conduite et le régime moteur, d’un écran de 129,5 mm (5,1″) en tant qu’écran multifonction et des affichages à segments pour la jauge de carburant et le thermomètre du liquide de refroidissement. Dans la console centrale se trouve un deuxième écran tactile d'une surface diagonale de 223,5 mm (8,8 pouces) pour le système d'infodivertissement, dont les fonctions peuvent également être commandées via le contrôleur IDrive.
La climatisation est commandée par des boutons disposés dans une bande sous les bouches d'aération de la console centrale. Les paramètres réglés pour le système de climatisation sont affichés dans un affichage à segments situé entre les bouches d'aération. Sur les bords extérieurs du tableau de bord, il y a d’autre buse pour le conducteur et le passager avant.

## Technologie
Selon Auto, Motor und Sport, le véhicule cinq portes est basé sur la plate-forme UKL2 de BMW à traction avant, comme pour la BMW Série 1 à malle (F52) et le BMW Série 2 Active Tourer (F45). Cependant, les médias britanniques Autocar et just-auto.com affirment qu’elle a été développée sur une évolution des plates-formes UKL et UKL2, la plate-forme FAAR. Le chef de produit de la BMW Série 1, Jochen Schmalholz, cite une enquête auprès des clients comme raison du changement de type de conduite, dans laquelle on leur a demandé où des améliorations pouvaient être apportées; la taille de l’espace intérieur a souvent été mentionnée ici. BMW suppose que la plupart des clients sont plus intéressés par l’espace, la sécurité de conduite et l’image de marque que par la dynamique de conduite. De plus, un plus grand confort sonore a été assuré.

### Carrosserie
Le véhicule mesure extérieurement 4 319 mm de long, 1 799 mm de large et 1 434 mm de haut. L’empattement est de 2 670 mm. La surface frontale est de 2,19 m². Elle a un coefficient de traînée (cx) compris entre 0,26 (118i, 116d et 118d) et 0,34 (M135i xDrive). Le poids à vide est compris entre 1 365 kg (118i) et 1 600 kg (M135i xDrive). Le volume du coffre est de 380 litres avec les dossiers des sièges arrière relevés, sans eux il passe à 1 200 litres. Le dossier des sièges arrière est divisé en 40:20:40. Certaines pièces porteuses sont en acier à haute résistance, le capot et le hayon sont en aluminium. Selon BMW, cela devrait réduire la masse du véhicule jusqu’à 30 kg. Tous les modèles ont une jambe de force en forme de boomerang à l’arrière. L’avant et le tunnel central de la M135i xDrive ont des entretoises supplémentaires.
Dans les modèles à traction avant, le réservoir de carburant peut contenir un volume de 42 litres. Un réservoir pouvant contenir 50 litres, qui est de série dans les modèles à traction intégrale, est disponible moyennant un supplément,.
Une finition "M Performance" est disponible en option pour la M135i depuis novembre 2019 : il n’y a pas de finition de stockage, les jantes en alliage léger ont une conception spéciale qui vise à réduire le poids à vide de 10 kg et le moteur a une fonction de suralimentation. La valeur d’accélération de 0 à 100 km/h doit donc être abaissé de 0,1 s,.

### Châssis
La suspension avant est composée de jambes de force MacPherson et de triangles. La direction est assistée électromécaniquement en fonction de la vitesse de conduite. Le rapport de direction est de 15:1 (14:1 pour la 128ti et la M135i xDrive),. La voiture a une suspension multibras sur l’essieu arrière. Il existe également une suspension sport en option (appelé « M Sportfahrwerk » par BMW), avec laquelle la carrosserie est abaissée de 10 mm, et des amortisseurs avec deux courbes caractéristiques différentes pouvant être sélectionnées par le conducteur (appelé « suspension adaptative CRV [commande de registre variable] » par BMW). Des pneus sport (Michelin Pilot Sport 4) sont disponibles sans frais supplémentaires pour la 128ti. Les stabilisateurs et les supports de stabilisateur sont des pièces identiques sur les 128ti et M135i xDrive. À l’automne 2021, le châssis de la M135i a été réajusté avec, entre autres, un carrossage de roue accru pour les roues avant.
Tous les modèles sont équipés de frein à disque ventilés avec des étriers flottants à un piston aux quatre roues, sur demande, tous les modèles peuvent être équipés d’un frein sport M à quatre pistons à l’avant,. Pour la M135i xDrive, il existe des disques de frein perforés et rainurés et des étriers fixes à quatre pistons de la gamme "M Performance" du constructeur pour l’essieu avant.
Le frein de stationnement est actionné électromécaniquement via un bouton sur la console centrale.

### Groupe motopropulseur

#### Moteurs
Depuis la mise en vente du véhicule, un choix de deux moteurs essence et deux moteur Diesel (avec trois puissances nominales) est disponible. Les moteurs sont installés à l’avant, transversalement au sens de la marche.
Tous les moteurs sont alimentés via au moins un turbocompresseur, ont quatre soupapes par cylindre et une injection directe de carburant dans les chambres de combustion.
Les puissances maximales pour les moteurs essence sont de : 80 kW pour la 116i, 103 kW pour la 118i, 131 kW pour la 120i, 195 kW pour la 128ti et 225 kW pour le modèle de performance M135i xDrive; les puissances maximales pour les moteurs diesel sont de : 85 kW pour la 116d, 110 kW pour la 118d et 140 kW pour la 120d/120d xDrive.
Les variantes 118i et 116d disposent chacune d’un moteur trois cylindres en ligne de 1,5 litre (gamme de moteurs B38 de BMW et B37 de BMW); les moteurs restants sont des moteurs quatre cylindres en ligne (gamme de moteurs B48 de BMW et B47 de BMW) chacun avec une cylindrée de deux litres.
Le moteur des 118d, 120d et 120d xDrive est chargé en deux étapes avec deux turbocompresseurs.
Les modèles à moteurs trois cylindres ont un tuyau d’échappement à gauche et les modèles à moteurs quatre cylindres ont des tuyaux d’échappement doubles (un tuyau d’échappement de chaque côté du véhicule). Le diamètre du tuyau d’échappement de la M135i xDrive est de 100 mm, les tuyaux sont biseautés vers le bas; les tuyaux d’échappement des modèles restants ont un diamètre de 90 mm. Avec la finition M Performance, la M135i xDrive accélère de 0 à 100 km/h en 4,7 secondes.
En novembre 2020, les modèles 116i, 120i et 128ti ont reçu des performances accrues. Depuis lors, tous les moteurs sont également conformes à la norme antipollution Euro 6d.

#### Transmission
Dans les 116i, 116d et 118d, la puissance est transmise de série avec une boîte de vitesses manuelle à six rapports avec un écart de vitesse (quotient du rapport de vitesse le plus court et le plus long) compris entre 5,29 et 6,48.
Pour les deux moteurs trois cylindres, il existe, moyennant un supplément, une transmission à double embrayage à sept rapports fournie par Magna PT (appelé "transmission Steptronic à double embrayage" par BMW) avec un écart de vitesse de 7,59 (5,94 pour la 116i). En tant que seule variante avec un moteur quatre cylindres jusqu’à l’automne 2020, la 120i est (exclusivement) disponible avec une transmission à double embrayage.
La transmission automatique à huit rapports avec convertisseur de couple hydrodynamique et un écart de vitesse de 8,20 est de série sur les M135i xDrive (appelé "transmission Steptronic Sport" par BMW) et 120d/120d xDrive (appelé "transmission Steptronic" par BMW); sur la 118d, elle est disponible moyennant des frais supplémentaires. Elle est fournie par Aisin pour tous les moteurs disponibles avec elle. La 128ti et la M135i xDrive, disponibles depuis novembre 2020, ont un différentiel Torsen intégré à la transmission en tant que blocage de différentiel de l’essieu avant avec mode Launch Control et palettes de changement de vitesse sur le volant.
Les leviers sélecteurs des transmissions à commande automatique sont connectés via shift-by-wire. En caractéristique de base « ECO PRO », le véhicule utilise le ralenti en roue libre lors des phases de glisse.

#### Puissance de transmission
Alors que les variantes les moins puissantes ne sont disponibles qu’en traction avant, les variantes les plus puissantes sont à traction intégrale (appelé « xDrive » par BMW). La M135i n’est disponible qu’avec la transmission intégrale. Une variante à traction avant a été ajoutée à la 120d dans le cadre des mesures de lifting au printemps 2020. Tous les modèles ont un différentiel à blocage électronique (appelé "EDLC" par BMW). En cas de patinage des roues avant, la puissance des modèles à traction intégrale est acheminée vers le différentiel de l’essieu avant via un engrenage conique (appelé "Power Take-Off" par BMW) et un arbre de transmission en deux parties vers les roues arrière. La propulsion des roues arrière est activée selon les besoins, le différentiel de l’essieu arrière est équipé d’un embrayage multidisque à commande électrohydraulique (appelé "Hang-on" par BMW).

### Environnement
Les moteurs essence ont des convertisseurs catalytiques et des filtres à particules pour le post-traitement des gaz d’échappement, tandis que les moteurs diesel ont des filtre à particules diesel, des convertisseurs catalytiques avec stockage d'oxyde d'azote (NOX) et des convertisseurs catalytiques à réduction catalytique sélective. À l’origine, les véhicules à moteur diesel et à traction avant disposaient également d’un réservoir de 20,5 litres pour stocker la solution aqueuse d’urée AUS 32 pour la réduction catalytique sélective des gaz d’échappement; la capacité du réservoir a été réduite à 12 litres dans la 120d xDrive. À l’automne 2020, la capacité du réservoir d’AUS 32 était généralement de 12,5 l.
Parmi les moteurs essence, la 118i avec transmission à double embrayage a la consommation de carburant standard la plus basse avec entre 5,0 et 5,3 l/100 km; cela se traduit par des émissions de CO2 entre 114 et 121 g/km. Parmi les moteurs diesel, cette place est occupée par la 116d avec transmission à double embrayage, dont la consommation de carburant standard depuis le lancement sur le marché jusqu’en novembre 2019 était entre 3,8 et 4,2 l/100 km, depuis lors, elle est comprise entre 3,8 et 4,1 l/100 km. Ses émissions de dioxyde de carbone étaient entre 100 et 109 g/km jusqu’en novembre 2019, après quoi elles étaient comprises entre 99 et 108 g/km. Les moteurs essence et diesel les plus puissants ont des consommations de carburant et des émissions de CO2 plus élevées.
Dans l’Union Européenne, tous les moteurs étaient au moins certifiés selon la norme Euro 6d-TEMP au début des ventes. A ce moment-là, la 116d avait déjà atteint les valeurs limites applicables pour la norme Euro 6d. Pour le lifting de mars 2020, les autres variantes à moteurs diesel, la 118d et la 120d, ont été converties pour la norme Euro 6d. En novembre 2020, des variantes à moteurs essence conformes à la norme Euro 6d ont été introduites, ce qui signifie que toutes les variantes disponibles ont été converties.

### Sécurité

#### Sécurité passive
Tous les modèles ont de série six coussins gonflables de sécurité (« airbags ») : deux frontaux et latéraux pour le conducteur et le passager avant, un extérieur pour la tête à l’avant et un pour les passagers arrière. Le véhicule est équipé de ceintures automatiques à trois points avec limiteurs d’effort et prétensionneurs pour le conducteur et le passager avant. Le véhicule a reçu cinq étoiles au crash test Euro NCAP 2019. Les sous-scores sont : 83 % pour la protection des occupants adultes, 87 % pour la protection des enfants, 76 % pour les usagers de la route vulnérables tels que les piétons et 72 % pour le soutien à la sécurité.

#### Sécurité active
Le véhicule est équipé de système d'aide à la conduite qui sont habituels pour les voitures particulières des années 2010, comme le système anti-blocage des roues qui affecte la stabilité de la voiture, l’antipatinage (appelé "ASC" par BMW), le correcteur électronique de trajectoire (appelé "DSC" ou "DTC" par BMW) et l’assistance au freinage (appelé "DBC" par BMW). De plus, dans tous les modèles, il y a un contrôleur pour le patinage des roues à travers la commande du moteur (appelé "ARB"/"limitation du patinage des roues à proximité de l’actionneur" par BMW), qui était auparavant utilisé dans la BMW I01, et qui devrait intervenir jusqu’à 10 fois plus rapidement que les systèmes de contrôle de traction conventionnel en raison des trajets de signal courts, ainsi qu’un contrôle actif de lacet (appelé répartition du couple "BMW Performance Control" par BMW) de série.
Les autres systèmes d’assistance à la conduite sont l’avertissement de collision frontale, l’avertissement de sortie de voie et l’assistant d’attention (de série); moyennant un supplément il y a le radar de régulation de distance, une finition appelée «Driving Assistant» par BMW avec assistant de changement de voie, alerte de trafic transversal, un système de prévention des collisions par l’arrière et affichage des panneaux de signalisation dans le combiné d’instrumentations; un assistant au stationnement, une aide au stationnement avant et arrière, un assistant de marche arrière, une caméra de recul et un assistant de feux de route sont également disponibles moyennant un supplément.

#### Éclairage
Les phares avant de série sont des phares à halogènes et sont équipés de feux de jour à LED; les lampes des feux arrière, à l’exception du feu de recul et du feu antibrouillard arrière, sont à technologie LED, avec des ampoules à incandescence.
Deux niveaux de phares et feux arrière à LED sont disponibles moyennant des frais supplémentaires, le premier ne comprend que les feux eux-mêmes, le second ajoute des feux de route anti-éblouissants, des phares adaptatifs et des feux antibrouillard. Il y a aussi des phares antibrouillard à LED dans le pare-chocs du véhicule.

## Équipement

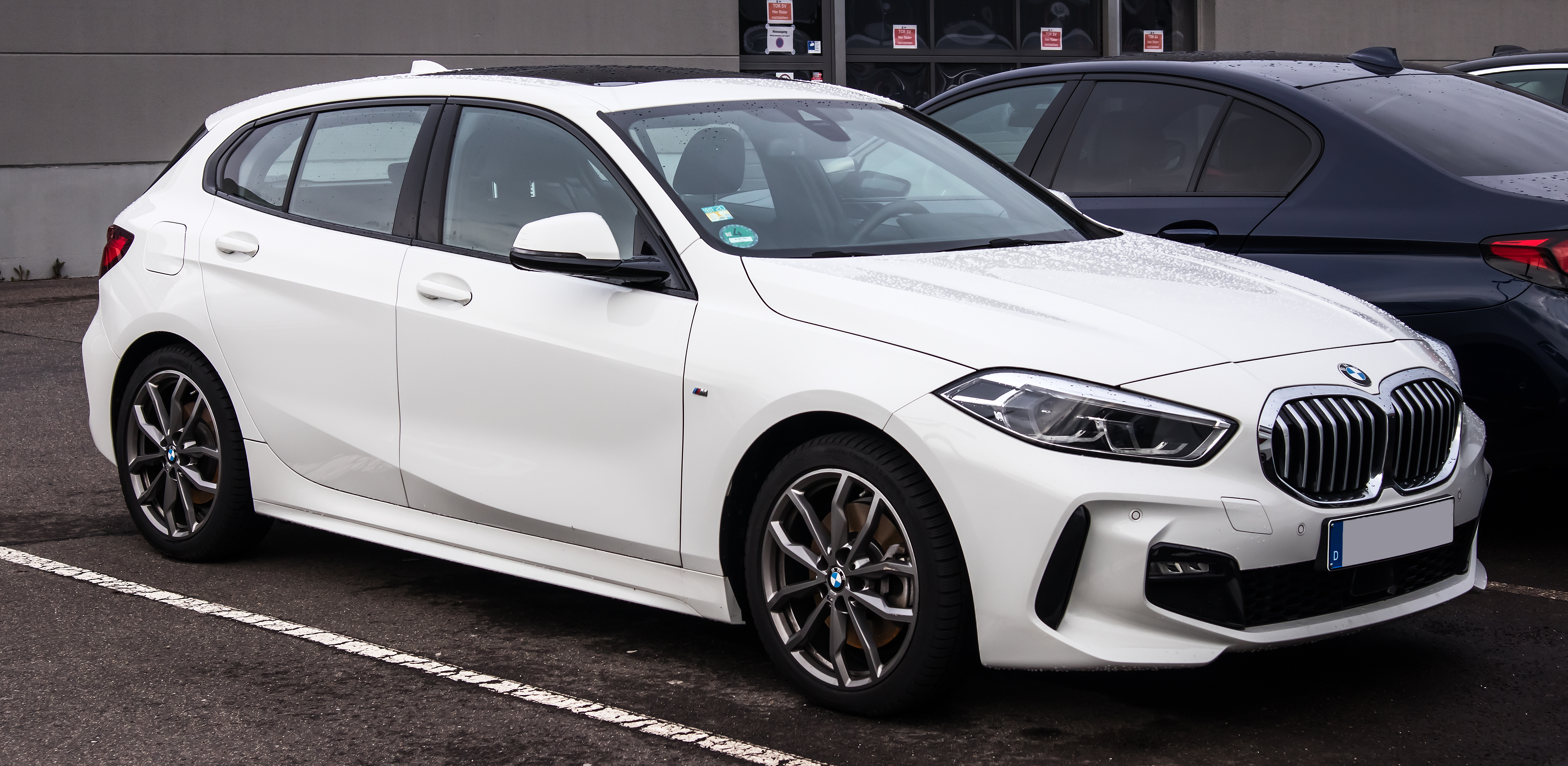
BMW 120d M-Sport (depuis 2019)

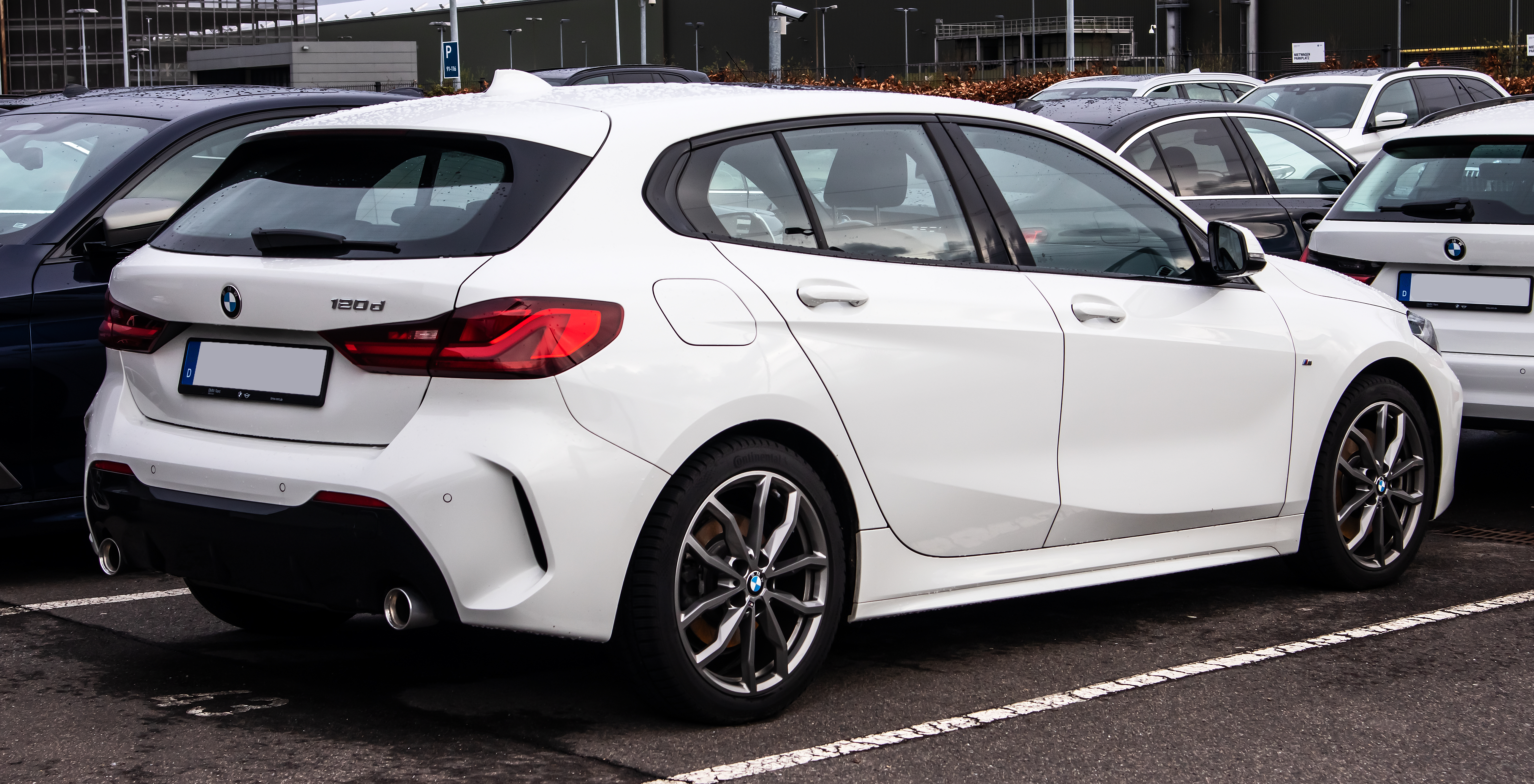
Vue arrière

Le véhicule est proposé en six niveaux de finition : avec les noms "Advantage", "Sport Line", "Luxury Line", "M Sport", "128ti" et "M135i xDrive". La variante "Advantage" est l’équipement de base, les équipements suivants ont des éléments d’équipement qui complètent ou s’écartent de la variante "Advantage".

### Équipement extérieur
Selon les variantes d’équipement, l’extérieur se distingue par la forme des pare-chocs et la couleur de certaines pièces.

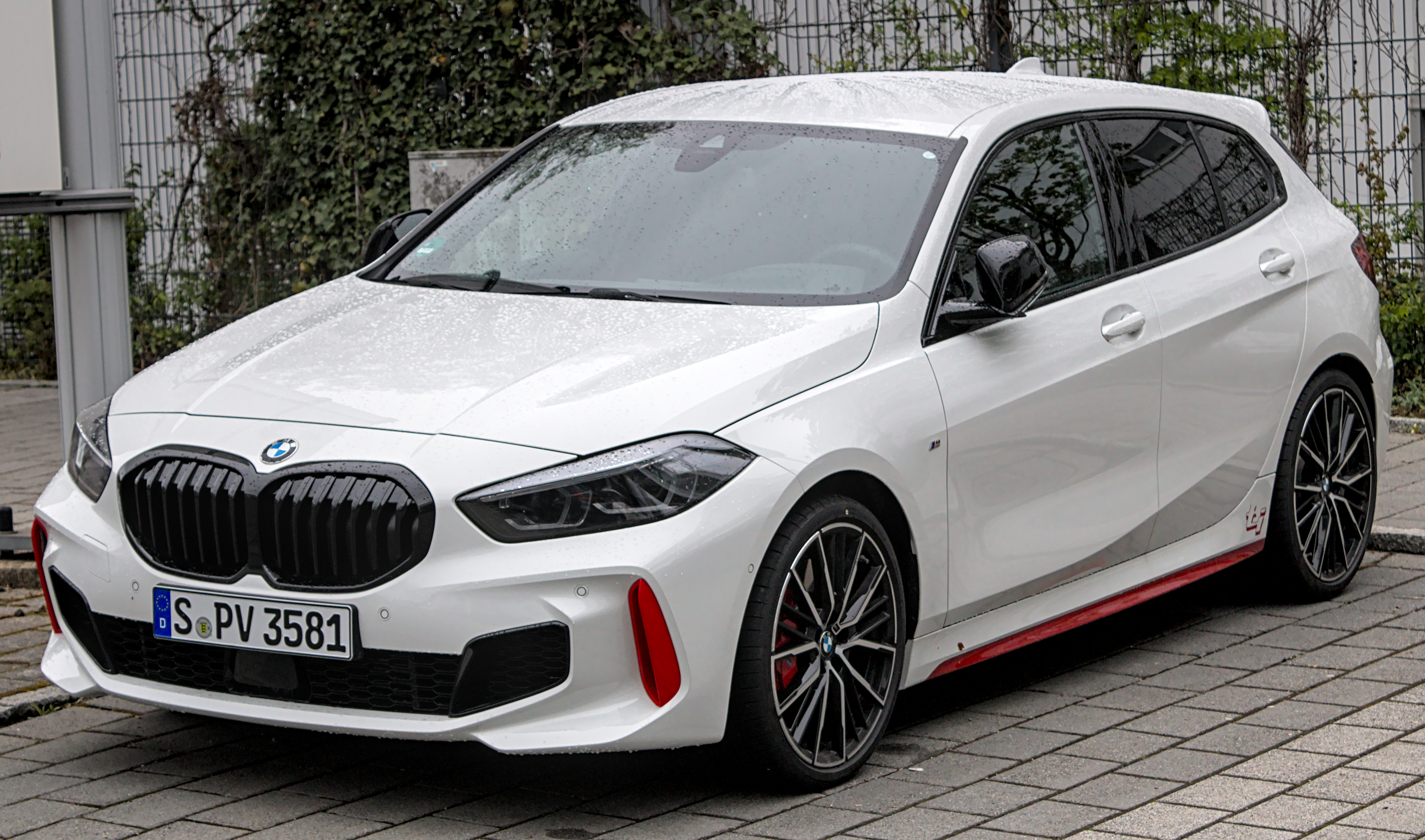
BMW 128ti (depuis 2020)

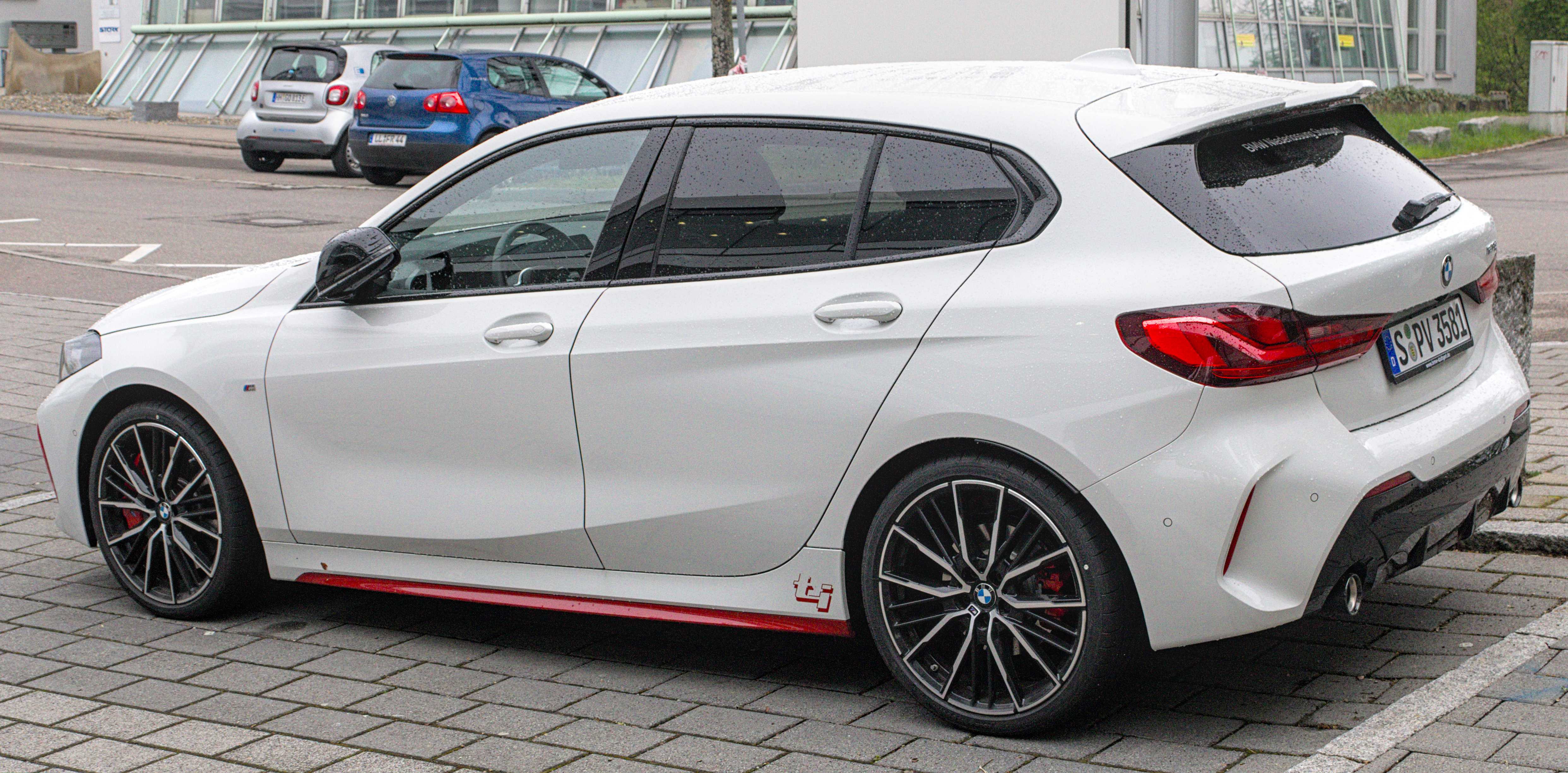
Vue arrière avec lettrage "ti" sur les jupes latérales

Pour la "128ti", le constructeur utilise les pare-chocs de la finition "M-Sport". Les éléments contrastés et le lettrage "ti" à l’extrémité arrière du bas de caisse sont peints en rouge, sauf si la couleur de base est dans un ton rouge, dans ce cas ils sont peints en bleu ou en noir.
Les haricots BMW de la M135i xDrive ont une structure en treillis au lieu des barres verticales des autres modèles de la BMW Série 1.
Alors que des phares à LED sont de série sur la 128ti et la M135i xDrive, des phares antibrouillard ne sont pas disponibles pour ces deux niveaux de finition.

### Roues
À l’exception de la 116d, qui a, de série, des roues en acier, tous les modèles ont des roues en alliage léger. Le plus petit diamètre de jante disponible pour les roues est de 16 pouces, le plus grand est de 19 pouces moyennant un supplément. Un total de neuf modèles de roues sont proposés. Sur la 128ti, des roues de 18 pouces ont été ajoutées.

### Équipement intérieur
De série, le véhicule dispose d’un combiné d’instrumentations à affichage analogique avec technologie "Black Panel", qui cache les écrans derrière un film sombre lorsqu’il n’est pas éclairé, et d’un écran de 223,5 mm (8,8") (dimensions en diagonale) au centre de la console pour afficher les fonctions d’infodivertissement.
Un système de navigation est disponible en option avec la finition d’équipement "Business", dans laquelle le système d’infodivertissement avec le plus petit écran et le combiné d’instrumentations avec affichage analogique (appelé "BMW Live Cockpit Plus" par BMW) de la version de base sont conservés, tout comme dans la finition "Business Professional", dans laquelle les unités (appelés ici "BMW Live Cockpit Professional" par BMW) disposent de deux écrans de 260,4 mm (10,25") : l’un remplace le plus petit écran de la console central et l’autre remplace le combiné d’instrumentations analogique avec une configuration libre. Le régime moteur est affiché avec le système d’exploitation BMW 7.0 sur le combiné d’instrumentations BMW Live Cockpit Professional, semblable à un pointeur analogique dans le sens antihoraire.
Les instructions de navigation et autres contenus peuvent être projetés en couleur sur un affichage tête haute de 233,7 mm (9,2 pouces) moyennant un supplément.
Un toit vitré panoramique est disponible sur demande. La partie avant peut être ouverte et soulevée, tout en glissant vers l’élément arrière fixe.
Les baguettes décoratives de la planche de bord et des portes peuvent être éclairées/rétroéclairées de l’intérieur en option,.
Les sièges de la première rangée du véhicule peuvent être réglés manuellement dans le sens longitudinal, l’angle du dossier et la hauteur de l’appui-tête sont de série, et le siège conducteur peut également être réglé en hauteur. Selon la variante d’équipement, ils sont recouverts de tissu, de tissu/similicuir ou de cuir. Pour la finition d’équipement M-Sport et le modèle M Performance, il existe des sièges "M-Sport", disponibles moyennant un supplément, qui ont un appuie-tête installé en permanence et non réglable et des traversins de siège plus profonds pour un meilleur soutien latéral.
Comme la carrosserie, l’intérieur de la 128ti présente également des éléments contrastants peints en rouge.

## Commercialisation

### Présentation aux médias
Un aperçu du véhicule de base a été présenté aux médias fin mars 2019, environ deux mois avant la première, avec un prototype sur l’ancien circuit de Miramas dans le sud de la France. Une procédure similaire a pu être observée avant la première de la 128ti, qui a été présentée aux médias mi-septembre 2020 avec peu de déguisement sur la Nordschleife du Nürburgring.

### Véhicules de première

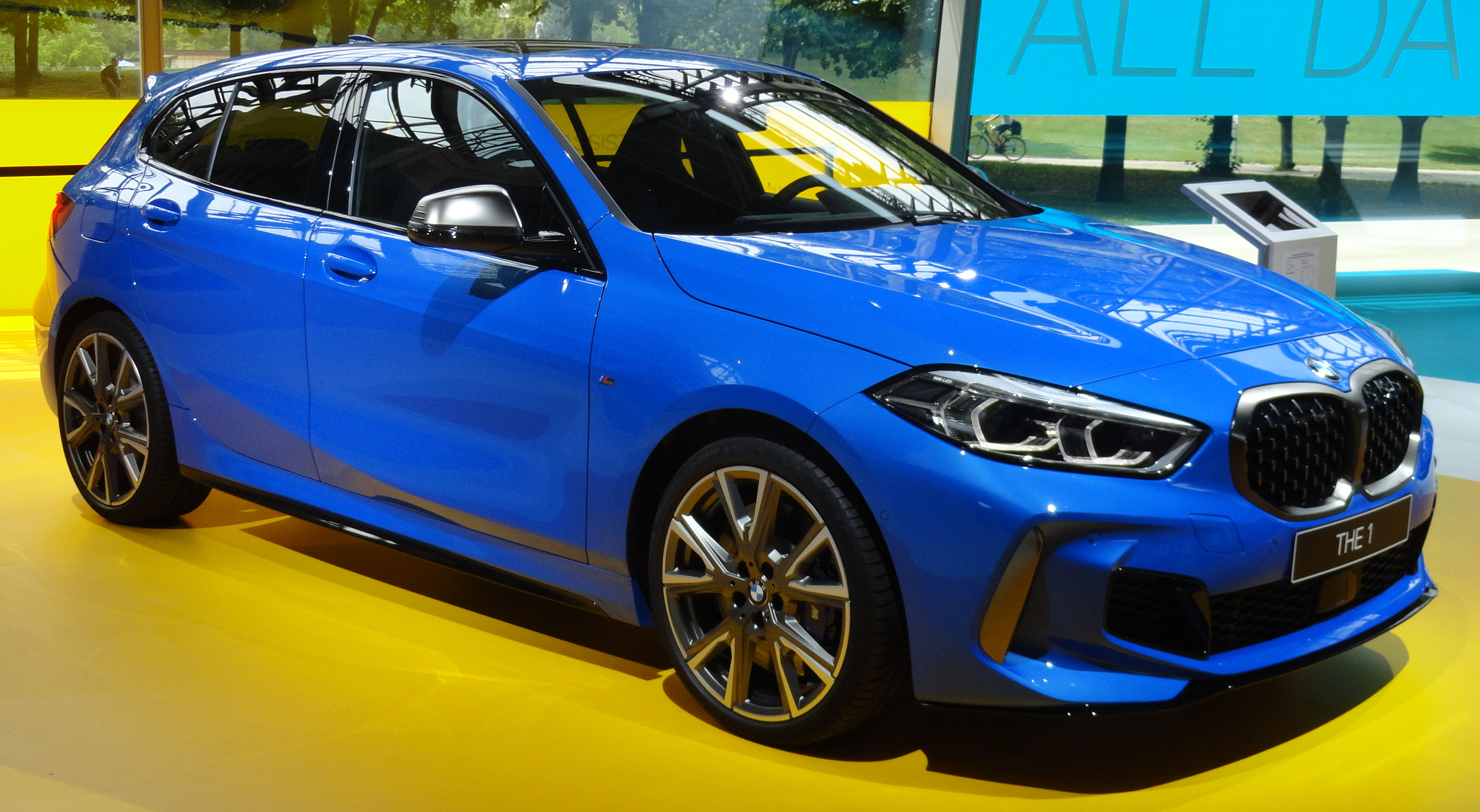
BMW M135i xDrive dans le hall du BMW Welt

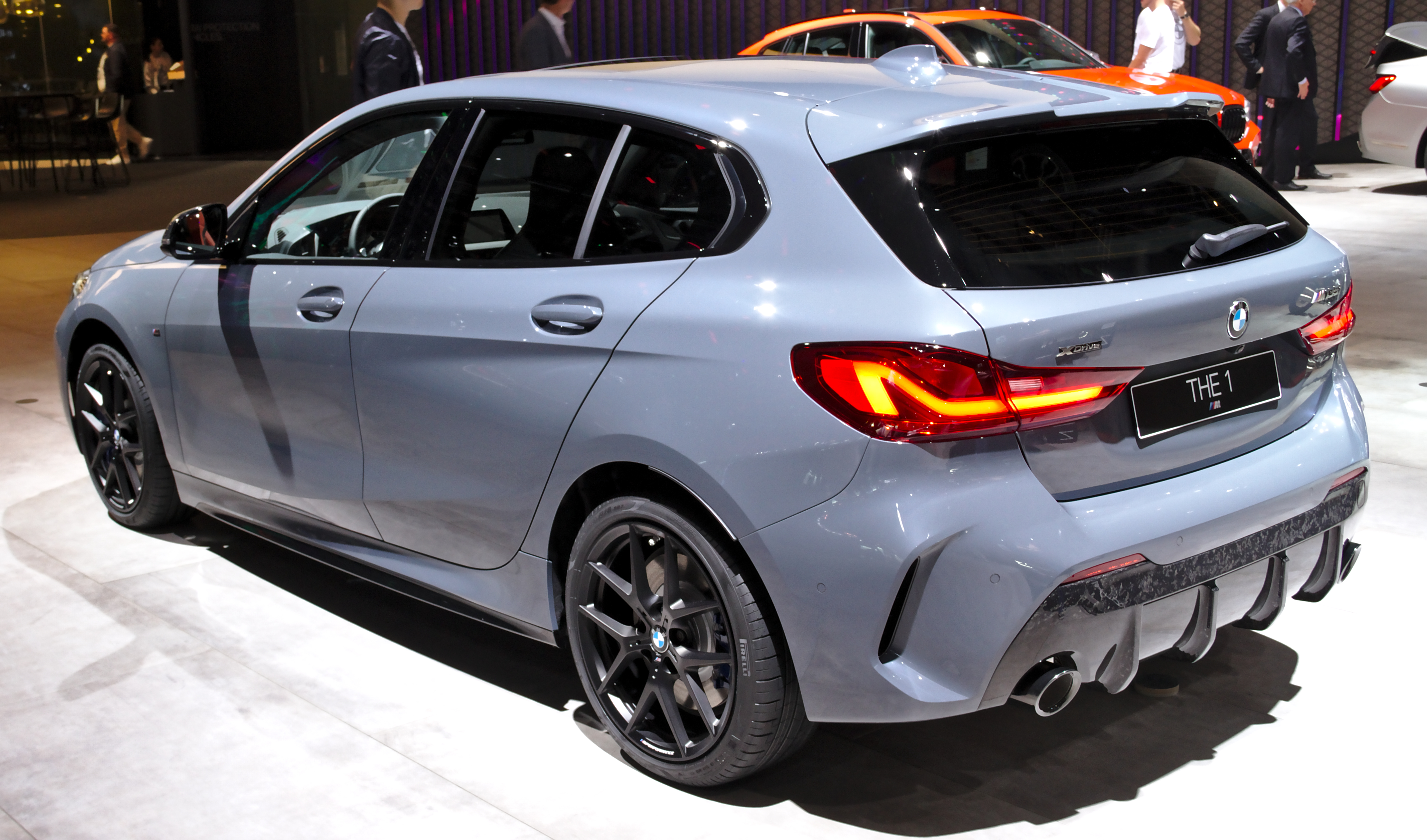
BMW M135i xDrive à l’IAA 2019

Lors de la première au BMW Welt, il y a eu une démonstration de conduite avec une M135i xDrive bleue et une 118d grise avec finition "M-Sport". Les deux véhicules étaient ensuite exposés dans le bâtiment : après la présentation, la 118d grise était dans le hall et la M135i xDrive bleue dans le double cône, après la réouverture du BMW Welt, le véhicule bleu était garé dans le hall. A l’IAA, le constructeur a présenté une M135i xDrive grise.

### Matériel de presse
Lors de la présentation fin mai 2019, le constructeur a publié un dossier de presse avec des textes de presse (une version courte et une version longue), près de 150 photos et une vidéo à l’usage des médias. Parmi les photos du véhicule se trouve une 118i blanche portant un numéro de plaque d’immatriculation qui comprend les chiffres du jour et du mois du spectacle (M-SJ 5027).
Mi-juillet 2019, environ 180 photos de presse et 11 vidéos ont été publiées pour la démonstration de conduite de presse qui se déroulait à l’époque, montrant entre autres deux variantes de véhicules au siège de Munich.

### Campagnes publicitaires
Dans le cadre du lancement des ventes, une campagne a été lancée sur les réseaux sociaux en juillet 2019 via l’application de courte vidéo TikTok, dans laquelle les influenceurs Sky & Tami, FalcoPunch et PatroX ont été embauchés pour les premières chorégraphies d’une chanson de Big Gigantic. Sur TikTok, le hashtag "#THE1challenge" a atteint environ 9,7 millions de vues en novembre 2020.
Depuis août 2019, des publicités pour le véhicule sont également diffusées à la télévision et sur les réseaux sociaux. La vidéo complète dure 30 secondes, mais il existe également diverses versions tronquées à 15 secondes et adaptées aux médias sociaux. Une M135i xDrive bleue est en vedette. Specter Berlin a réalisé la vidéo, qui a été tournée au Cap, en Afrique du Sud.

## Tuning
D'une part, il y a les accessoires "M Performance" de BMW pour apporter des modifications au véhicule. D’autre part, il existe également des entreprises telles que AC Schnitzer, Dähler et Lightweight Performance, qui fabriquent des kits de conversion qui affectent à la fois l'apparence et, en partie, la technologie de la voiture.

## Récompenses
- Volant d’or : vainqueur dans la catégorie compacte, Axel Springer Verlag, novembre 2019[74]
- Voiture de l’année 2020 : parmi les sept nommées, finalement arrivée à la 7e place au tour final[75] avec 133 points (la première place a eu 281 points)[76]
- Prix de la meilleure voiture selon les acheteurs : gagnante de la catégorie Meilleure petite voiture de luxe, décembre 2019[77]